# Ramón Sáez Marzo
Ramón Sáez Marzo (* 4. Januar 1940 in Utiel, Spanien; † 18. Juni 2013 in Valencia) war ein spanischer Radrennfahrer.

## Sportliche Laufbahn
Marzo war während seiner Radsportlaufbahn, die er im Alter von 15 Jahren begann, als Straßenfahrer aktiv. Er begann als Amateur und war bei den Olympischen Sommerspielen 1960 in Rom Mitglied der spanischen Nationalmannschaft. Während er im olympischen Straßenrennen vorzeitig aufgab, wurde er mit der spanischen Vierermannschaft Achter in Mannschaftszeitfahren. Einen ersten wichtigen Erfolg erzielte der mit 1,85 Meter für einen Radrennfahrer ungewöhnlich große Marzo mit dem dritten Platz beim Straßenrennen bei den Mittelmeerspielen 1963. Bei den Straßenweltmeisterschaften 1964 gehörte er erneut zum spanischen Team und gewann diesmal mit dem Straßenvierer im Mannschaftszeitfahren die Silbermedaille.
1965 trat Marzo in das Berufsfahrerlager über und unterschrieb einen Vertrag beim französischen Radsportteam Margnat-Paloma-Inuri. In seinem ersten Profijahr nahm er an mehreren Etappenrennen teil, bei denen er insgesamt vier Etappensiege errang. Bei den Spanien-Rundfahrten war er zwischen 1966 und 1971 in jedem Jahr dabei. Er gewann sieben Etappen und hatte in den Jahren 1966, 1967 und 1969 mit Rang 19 sein bestes Endresultat. Dreimal konnte er sich bei den Profi-Straßenweltmeisterschaften platzieren, wurde 1967 Dritter, 1969 57. und 1970 38. Bei der Tour de France kam Marzo nur einmal in die Endwertung, 1967 wurde er unter 88 Platzierten 85. 
1966 siegte er im Rennen Barcelona–Andorra, 1967 gewann er die Trofeo Elola. Seine letzten nennenswerten Erfolge erzielte er 1971, als er für das spanische Team Werner fuhr. Seinen größten Triumph feierte er bei der Aragon-Rundfahrt, die er nach vier Etappensiegen als Gesamtsieger beendete. Bei der Fünf-Etappenfahrt Vuelta a Levante gewann er ebenfalls eine Etappe und wurde am Ende 15. 1972 fuhr Marzo zwar noch für das spanische Team La Casera-Peña Bahamontes, tauchte in den Ergebnislisten aber nicht mehr auf. Eine gebrochene Schulter veranlasste ihn schließlich, seine Profilaufbahn zu beenden.